# 檨子腳 (高雄市)
檨子腳，原寫為檨仔腳，是臺灣高雄市大樹區的一個傳統地域名稱，位於該區中部略偏南。相較於今日行政區，其範圍大致包括檨腳里不含南部邊界地帶東段及西段、姑山里西部邊界地帶及西南部邊界地帶及東南部、大坑里南部邊界地帶東段、興山里東北半部、和山里東北半部、三和里南部邊界地帶中央略偏西一小段。

## 歷史
台灣日治初期，檨子腳地區為一街庄，稱為「檨仔腳庄」，隸屬於觀音內里。昔日該庄北與姑婆藔庄為鄰，東隔淡水溪（今高屏溪）與下冷水坑庄、崇蘭庄為界，南邊及西南邊為大樹腳庄，西北邊為前埔厝庄。
1901年（日治明治三十四年）11月，全台設置二十廳，該庄隸屬於鳳山廳。1903年（明治三十六年）6月，該庄編入「姑婆藔區」，隸屬於鳳山廳。1909年（明治四十二年）10月，合併二十廳為十二廳，姑婆藔區改隸屬於臺南廳。1920年（大正九年）10月，廢十二廳改設五州二廳，該庄改制並雅化為「檨子腳」大字，隸屬於高雄州鳳山郡大樹庄。
戰後大樹庄改制為大樹鄉，隸屬於高雄縣，大字亦改制為村。1950年10月，高、屏分治，大樹鄉仍隸屬於高雄縣。2010年12月25日，因高雄縣市合併，大樹鄉改制高雄市大樹區，村亦改制為里。

## 聚落
本地區發展較早的聚落有檨仔腳、興化藔、大庄、大庄山頂、山豬堀等，在日治期初期的官方地圖上已有記載。其中檨仔腳與南鄰大樹腳地區的大樹腳、新吉聚落已連成一片。

## 交通
省道台29線是達卡努瓦至林園的幹道，也是楠梓仙溪流域的主要連絡道路，經過本地區檨仔腳聚落東側。由該道路北行可前往旗山區、杉林區、甲仙區、那瑪夏區，並止於達卡努瓦部落內十字路口；南行可前往大樹區大樹市區、大寮區、林園區，並止於省道台17線路口（雙園大橋橋下）。
市道186號是維新至大樹的道路，其東側端點（終點）位於本地區檨仔腳聚落東側的省道台29線路口。由此（大方向）西行可前往仁武區、大社區、燕巢區、永安區，並止於維新里的省道台17線路口。
區道高145線是佛光山至大樹的道路。

## 學校
- 大樹國小和山分校（已廢校）